# 静岡市立東豊田小学校
静岡市立東豊田小学校（しずおかしりつ ひがしとよだしょうがっこう）は、静岡県静岡市駿河区池田にある公立小学校。
校歌の作詞はPTA、作曲は佐々木すぐる。

## 沿革
- 1874年（明治7年）2月8日 - 小鹿龍雲寺の堂宇を借りて「第15番中学区第20番小学[5]小鹿村庠[6]」を開設[1][2][7]。
- 1887年（明治20年） - 曲金分教室が本校となる[1]。
- 1889年（明治22年）4月1日 - 町村制の施行により有渡郡豊田村が発足。
- 1890年（明治23年） - 新校舎（小鹿北原）を建設，移転[2]。
- 1896年（明治29年）4月1日 - 郡制の施行により、所属郡が安倍郡に変更。
- 1910年（明治43年）2月5日 - 「東豊田尋常小学校」開校記念式典[3]。
- 1928年（昭和3年）10月11日 - 豊田村の静岡市への合併に伴い「静岡東豊田尋常高等小学校」と改称[3]。
- 1941年（昭和16年）国民学校令（昭和16年勅令第148号）の公布に伴い「東豊田国民学校」と改称[2]。
- 1947年（昭和22年）新学制により「静岡市立東豊田小学校」と改称[2]。
- 1960年（昭和35年）2月5日 - 開校50周年記念式典挙行。校歌制定[3]。
- 1990年（平成2年）2月5日 - 開校80周年記念式典[3]。
- 1995年（平成7年）3月15日 - 学区内に東源台小学校が開校したことに伴う「東豊田小、東源台小お別れ会」挙行[3]。
- 2010年（平成22年）2月5日 - 開校100周年記念式典[3]。

## 出身者
- 徳重聡（俳優）
- 多々良敦斗（サッカー選手）
- 栗山直樹（サッカー選手）

## 通学区域
平成29年に行われた東静岡駅周辺の住居表示の実施等に伴い、東豊田小学校の通学区域に異動を生じた。
葵区
古庄一丁目・三丁目のそれぞれ一部
駿河区
池田の一部
小鹿
恩田原の一部
栗原の一部
東静岡二丁目
聖一色の区域

## アクセス
- しずてつジャストライン日本平線・東静岡静大線 ｢東豊田小学校前｣停留所から、徒歩3分